# 摩天楼健
摩天楼 健（まてんろう けん、1970年2月20日 - ）は、二子山部屋（入門時は藤島部屋）に所属していた元大相撲力士。山形県西村山郡朝日町出身と公表していたが、3歳から入門前まではアメリカ合衆国ニューヨーク州で生活していた。本名・白田 健（しろた けん）。身長187cm、体重177kg（最重量時は190kg）、得意手は右四つ、寄り。最高位は東幕下12枚目（1997年夏場所）、趣味はスポーツ観戦。

## 来歴
食品業の長男として生まれ、3歳から入門前までをニューヨーク州で過ごし、高校時代はアメフトと重量挙げで鳴らしていたが、大学時代に負傷の影響でアメフトを諦めていたところに父が相撲を勧め、かくして当時「誰もが知っている」藤島部屋に入門することとなった。1991年7月場所に初土俵を迎え、本名の「白田」でデビューする。
2年足らずで新幕下に昇進したものの1993年3月に1番相撲から4連敗の後に途中休場を喫すると続く5月場所、7月場所を全休し、復帰した同年9月場所には序二段まで番付を下げていた。尚、パスポートは親方が預かっていたため休場中の帰郷は許されず、「静養のために」と試しに申し出ても「冗談でもそういう甘えたこと言うんじゃない!」激怒されて部屋で復帰を待つしかなかった。
復帰から1年余りの1994年9月場所に最高位を西幕下52枚目から西幕下48枚目まで更新して以降は、続く11月場所を西幕下38枚目、年が明けて1995年1月場所を東幕下29枚目、さらに翌3月場所を西幕下21枚目の地位で迎えるなど、4場所連続で最高位を更新する好調ぶりであった。1997年5月に自身最高位である東幕下12枚目の地位を得るが、以降同年11月場所まで負け越しが続き、1998年1月場所には三段目に陥落し、3年余り守り抜いた幕下の地位を手放すことになった。
心機一転して翌3月場所からは出身地にちなんだ摩天楼の四股名で土俵に上がったが、東幕下12枚目の地位を更新することは遂に無く、改名後は三段目が主戦場となっていった。2000年冬頃に申請したアメリカ合衆国の永住権の申請を機に引退準備を始めた影響で晩年は精彩を欠き、2002年5月場所に生涯最後の勝ち越しを記録すると引退準備に向けてそれまで180kg程度あった体重を140kgまでに減らし、2002年11月場所に序二段に陥落した末に翌年1月場所から3連続休場して2003年5月場所後に引退を迎える。だが2002年には既にアメリカでの永住権が発給されていたため、部屋関係者からは引き際を疑問視されたという。
二子山部屋は横綱2人、大関1人を輩出するなど、多くの名力士を育てきた反面、200kgを超える豊ノ海が三役・三賞ともに無縁に終わり、190kgの五剣山は十両止まり、177kgの藤ノ花は関取にすらなれないなど、重戦車型の巨漢力士は大成しない一面があり、190kgの摩天楼も同様に取的止まりで終わった。
帰国後はニューヨークで父が経営する輸入業に従事した。

## エピソード
- アメリカ育ちで日本国籍者と言う意味で藤島部屋入門時には大いに揉めたという。当時の藤島部屋は外国人力士の採用を認めておらず、部屋の衆から誤解を受けることが多かったとされる。大相撲時代全般においてこうした事情があって力を発揮し切れなかったという声もある。
- 同じアメリカ育ちである曙、小錦、武蔵丸（彼らはアメリカ国籍者であった）などのハワイ人力士の名前は入門前まで全く知らなかったようであり、入門から半年間は顔と四股名が一致しなかったとのことである。
- あだ名は本名（白田健）に由来する「しらたき」。本人はしらたきが好きでないようで、貴ノ浪がしつこく勧めた時は逃げ回ったという。

## 主な成績
- 通算成績 238勝208敗51休(72場所)

| | 一月場所 初場所（東京）   | 三月場所 春場所（大阪）    | 五月場所 夏場所（東京）    | 七月場所 名古屋場所（愛知） | 九月場所 秋場所（東京）   | 十一月場所 九州場所（福岡） |
| --- | ------------------------- | -------------------------- | -------------------------- | --------------------------- | ------------------------- | --------------------------- |
| 1991年 （平成3年） | x                         | x                          | x                          | （前相撲）                  | 西序ノ口38枚目 6–1        | 東序二段89枚目 6–1          |
| 1992年 （平成4年） | 東序二段18枚目 5–2        | 東三段目84枚目 6–1         | 東三段目30枚目 5–2         | 東三段目4枚目 3–4           | 西三段目17枚目 3–4        | 東三段目36枚目 4–3          |
| 1993年 （平成5年） | 西三段目18枚目 5–2        | 西幕下52枚目 0–5–2         | 東三段目28枚目 休場 0–0–7  | 西三段目88枚目 休場 0–0–7   | 東序二段49枚目 6–1        | 西三段目88枚目 6–1          |
| 1994年 （平成6年） | 東三段目35枚目 5–2        | 西三段目8枚目 3–4          | 東三段目25枚目 5–2         | 東三段目筆頭 4–3            | 西幕下48枚目 4–3          | 西幕下38枚目 4–3            |
| 1995年 （平成7年） | 東幕下29枚目 4–3          | 西幕下21枚目 3–4           | 西幕下29枚目 2–5           | 東幕下49枚目 4–3            | 西幕下40枚目 5–2          | 東幕下23枚目 5–2            |
| 1996年 （平成8年） | 西幕下13枚目 3–4          | 東幕下23枚目 2–5           | 東幕下45枚目 3–4           | 西幕下59枚目 4–3            | 東幕下48枚目 4–3          | 東幕下39枚目 4–3            |
| 1997年 （平成9年） | 西幕下30枚目 4–3          | 西幕下21枚目 5–2           | 東幕下12枚目 3–4           | 東幕下19枚目 2–5            | 東幕下41枚目 3–4          | 西幕下50枚目 3–4            |
| 1998年 （平成10年） | 東三段目5枚目 5–2         | 西幕下41枚目 5–2           | 東幕下26枚目 4–3           | 東幕下20枚目 2–5            | 東幕下36枚目 4–3          | 東幕下30枚目 3–4            |
| 1999年 （平成11年） | 東幕下41枚目 3–4          | 西幕下53枚目 3–4           | 西三段目6枚目 4–3          | 西幕下57枚目 1–6            | 東三段目20枚目 休場 0–0–7 | 東三段目80枚目 7–0          |
| 2000年 （平成12年） | 西幕下53枚目 3–4          | 東三段目11枚目 休場 0–0–7  | 西三段目70枚目 6–1         | 西三段目19枚目 4–3          | 西三段目8枚目 5–2         | 西幕下44枚目 2–5            |
| 2001年 （平成13年） | 西三段目4枚目 1–6         | 西三段目31枚目 4–3         | 西三段目18枚目 4–3         | 東三段目7枚目 3–4           | 西三段目22枚目 3–4        | 西三段目39枚目 2–5          |
| 2002年 （平成14年） | 東三段目63枚目 4–3        | 西三段目49枚目 3–4         | 西三段目66枚目 5–2         | 東三段目34枚目 2–5          | 西三段目65枚目 1–6        | 東序二段2枚目 2–5           |
| 2003年 （平成15年） | 東序二段31枚目 休場 0–0–7 | 東序二段101枚目 休場 0–0–7 | 東序二段120枚目 引退 0–0–7 | x                           | x                         | x                           |
| 各欄の数字は、「勝ち-負け-休場」を示す。 優勝 引退 休場 十両 幕下 三賞：敢=敢闘賞、殊=殊勲賞、技=技能賞 その他：★=金星 番付階級：幕内 - 十両 - 幕下 - 三段目 - 序二段 - 序ノ口 幕内序列：横綱 - 大関 - 関脇 - 小結 - 前頭（「#数字」は各位内の序列） |                           |                            |                            |                             |                           |                             |

## 改名歴
- 白田 健（しらた けん） 1991年7月場所 - 1998年1月場所
- 摩天楼 健（まてんろう けん）1998年3月場所 - 2003年5月場所